# Paul Schneeberger
Paul Schneeberger (* 22. November 1968) ist ein Schweizer Historiker, Raumplaner und Autor.

## Leben
Paul Schneeberger ist in Luzern aufgewachsen. Er besuchte dort die Primarschule Würzenbach und ab 1981 die Kantonsschule Alpenquai. Von 1989 bis 1995 studierte er an der Universität Zürich Allgemeine Geschichte, Politische Wissenschaften und Staatsrecht. 2015 bis 2017 absolvierte er an der ETH ein MAS-Nachdiplomstudium in Raumplanung. Von 1988 bis 1999 arbeitete er als Journalist für das «Luzerner Tagblatt», für die «Luzerner Neusten Nachrichten», für das «Tagblatt der Stadt Zürich» und das «Uni-Journal der Universität Zürich». Nach einer Tätigkeit als wissenschaftlicher Mitarbeiter am Historischen Seminar der Universität Zürich promovierte er 2000 zum Thema «Der schwierige Umgang mit dem ‘Anschluss’ Österreichs an Deutschland – die Rezeption in Geschichtsdarstellungen 1946 bis 1990». Nach einjähriger Tätigkeit für die Zeitung «20 Minuten» war er von 2001 bis 2018 Redaktor im Schweiz-Ressort der Neuen Zürcher Zeitung. Ab 2005 betreute er dort die Themen Mobilität und Raumentwicklung sowie zahlreiche Artikelserien zu verschiedenen Schwerpunktthemen. Ausserdem hat er verschiedene Bücher und Fachartikel geschrieben. Von 2018 bis 2021 war er Leiter Verkehrspolitik des Schweizerischen Städteverbandes. Seit 2021 ist er Projektleiter im Amt für Mobilität des Kantons Zürich. Daneben publiziert er zu Themen der Mobilitäts- und Raumentwicklung und ist auch als Moderator tätig.

## Publikationen (Auswahl)
- Helvetische Errungenschaften, Zürich 2008.
- Schweizer Mobiliar – Ikonen des öffentlichen Raums, Zürich 2010.
- mit Christoph Ruckstuhl. Die Schweiz aus der Vogelschau, Zürich 2011.
- Verkehr 1712–2010, in: Historischer Verein des Kantons Schwyz (Hg.): Schwyzer Kantonsgeschichte, Band 5, Zürich 2012, S. 99–123.
- mit Matthias Daum. Daheim – eine Reise durch die Agglomeration, Zürich 2013.
- Städtisches Leben in den Agglomerationen der Schweiz, in: Georg Kreis (Hg.): Städtische versus ländliche Schweiz – Siedlungsstrukturen und ihre politischen Determinanten, Zürich 2014, S. 99–111.
- Politik – Landschaft erfinden, nicht erhalten, in: Köbi Gantenbein u. a. (Hg.): Arkadien – Landschaften poetisch gestalten, Zürich 2016, S. 188–193.
- Verkehrs- und Siedlungsentwicklung, in: Jon Mathieu u. a. (Hg.): Geschichte der Landschaft in der Schweiz, Zürich 2016, S. 281–294.
- Ein Plan für die Bahn – wie die Milliardeninvestitionen in die Schiene mehr bewirken können, Zürich 2018.
- mit Melanie Wyrsch. Raumplanung in der Schweiz: Von der VLP zu EspaceSuisse, Bern 2018.
- Wie viel Staat braucht die Raumplanung? Mehr Dichte führt zu mehr Regeln, in: Georg Kreis (Hg.): Wie viel Staat braucht die Schweiz, Zürich 2019, S. 71–80.
- «Gäbig» als Gebot bei der Gestaltung der Mobilität, in: Schweizer Jahrbuch für Verkehr 2020, St. Gallen 2020, S. 57–65.
- mit Joris Van Wezemael. Dezentralschweiz – Wie uns Corona sesshafter macht und was das für unsere Lebensräume bedeutet, Zürich 2022.
- mit Franziska Borer Blindenbacher. Die Gesamtverkehrskonzeption als Steinbruch der schweizerischen Verkehrspolitik, in: Schweizer Jahrbuch für Verkehr 2022, St. Gallen 2022, S. 19–26.
- Eine gäbige Schweiz, in: Hans-Georg Bächtold und Köbi Gantenbein: Agenda Raum Schwei – Essays, Gespräche, Positionen zur Planung des Landes, Zürich 2022, S. 65–68.